# Mountstuart Elphinstone

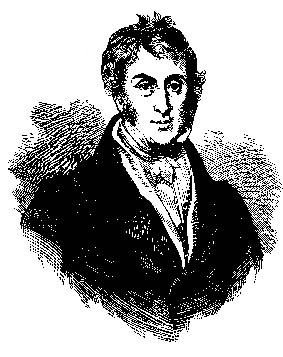
Mountstuart Elphinstone.

Mountstuart Elphinstone, född den 6 oktober 1779, död den 20 november 1859, var en angloindisk statsman och historiker. 
Elphinstone anställdes 1796 i Ostindiska kompaniets tjänst, blev 1801 biträdande brittisk agent i Poona, deltog som diplomatiskt biträde i general general Wellesleys fälttåg mot maratherna 1803, varvid han även utmärkte sig för tapperhet i slagen vid Assaye och Argaon, samt var några år engelsk resident i Nagpur.
Då lord Minto 1808 sökte inleda mot fransmännen riktade diplomatiska förbindelser med Brittiska Indiens grannstater, sändes Elphinstone som ambassadör till emiren av Afghanistan, Shah Shuja, för att avsluta ett alliansfördrag. Beskickningen misslyckades, men gav anledning till Elphinstones ryktbara Account of the kingdom of Cabul and its dependencies in Persia and India (1815; 3:e upplagan 1842). 
Hans under denna beskickning vunna erfarenhet blev för lång tid vägledande för den indiska regeringens politik vid nordvästgränsen. År 1811 blev Elphinstone resident hos marathfursten ("peshwa") i Poona, visade 1817 vid dennes krigsförklaring mot britterna under kritiska omständigheter mycken kallblodighet och genomförde efter furstens avsättning landets annektering med beundransvärd hänsyn till befolkningens gamla sedvänjor, varigenom det brittiska väldet i dessa trakter varaktigt befästes. 
Åren 1820–1827 var Elphinstone guvernör över presidentskapet Bombay och gjorde sig under denna tid högt förtjänt om det brittisk-ostindiska rättsväsendet genom sitt utkast till en sedan efter honom uppkallad lagbok ("Elphinstone code"), vilken för sin klarhet och bestämdhet till och med jämställts med "Code Napoléon". Han uträttade även mycket för folkundervisningens främjande bland den infödda befolkningen inom sitt ämbetsområde. 
Elphinstone lämnade Indien 1827 och tillbragte sitt återstående liv dels med studier i hemlandet, dels på resor, alltjämt aktad och rådfrågad som den förnämsta auktoriteten rörande indiska förhållanden. Elphinstone hade ständigt vid sidan av sin ämbetsverksamhet idkat djupgående studier i indisk historia och litteratur. Hans History of India: The hindoo and muhammedan periods (2 band 1841; 9:e upplagan 1865) betraktas som ett klassiskt arbete för den tid den omfattar.